# Putgemaal
Het Putgemaal is een voormalig poldergemaal uit 1925 aan de rand van het Bieslandse Bos bij de Nederlandse plaats Pijnacker. Het gemaal is inmiddels buiten gebruik gesteld en wordt nu beheerd door de Vereniging voor Natuur- en Milieubescherming Pijnacker, die het gebouwtje en de directe omgeving heeft ingericht als verblijfplaats voor vleermuizen.

## Geschiedenis
Op de plek van het Putgemaal werd in 1874 windmolen ‘t Wipje gebouwd. Hieraan herinnert de hardstenen gedenksteen die nu is ingemetseld in de zijmuur van het Putgemaal. De tekst luidt: Gebouwd 1874 door de Vereniging tot Droogmaking, met daarna de namen van de bestuursleden en hun adviseurs. De molen diende tot de droogmaking van een gedeelte van de Noordpolder van Delfgauw. De molen met een vlucht van 27,90 meter leverde de aandrijving voor een vijzel met een doorsnede van 1,50 meter. 
Molenaars van het 't Wipje waren:
- Marinus Dekker, molenaar van de Wipmolen (1860?-1868?)
- J.C. Van Rutten, waarnemend molenaar Wipmolen (1877)
- Arie en Piet Huisman, molenaars van de Wipmolen en machinist

De molen brandde in 1925 af, waarna het waterschap Delfland in 1926 op de fundamenten een gemaal en machinistenwoning liet bouwen. L. Bekkering te 's-Gravenhage leverde een Kromhout dieselgemaal met een capaciteit van ca. 16 m³ per minuut.
Machinisten van het Putgemaal waren:
- H. Mooij, machinist bovengemaal en Putgemaal (1974-1976)
- M. Mooij, machinist bovengemaal, vanaf 1970 tevens machinist Putgemaal (1960-1973)
- C. Neeleman, (hulp) machinist Putgemaal (1957-1970)
- A. v.d. Wilk, tijdelijk machinist Putgemaal (1951-1954, 1957)

## Huidig gebruik
Nadat de bemaling was overgenomen door de "afgeknotte molen" aan de Noordeindseweg (daterend uit 1784) nam de gemeente Pijnacker-Nootdorp het gemaal in 1994 voor één gulden over van het hoogheemraadschap. Het gebouwtje werd opgeknapt en vervolgens werd het beheer overgedragen aan de Vereniging voor Natuur- en Milieubescherming Pijnacker, die het gebouwtje en de directe omgeving heeft ingericht als jachtgebied en verblijfplaats voor vleermuizen. Zomers kunnen zij overdag op de zolder van het gebouw verblijven, 's avonds en 's nachts jagen ze in de omgeving. De kelder is geschikt gemaakt als overwinteringsplaats.